# Falling Down (Space Cowboy)
Falling Down is een nummer door de Franse DJ/zanger Space Cowboy. Het is een samenwerking met zangeres Chelsea Korka, bekend van The Paradiso Girls.

## Achtergrondinformatie
Het nummer is geschreven en geproduceerd door RedOne, Martin Kierszenbaum en Space Cowboy.
Begin 2009 verscheen er op internet al een korte preview van Falling Down. Er zijn inmiddels diverse remixen verschenen, onder andere één met raps van LMFAO

## Videoclip
In de videoclip is Space Cowboy te zien omringd door de dames van The Paradiso Girls. Daarnaast zijn er ook scènes waarin hij alleen met Chelsea Korka is te zien.
Naast The Paradiso Girls is ook Colby O'Donis te zien in de clip.

## Trivia
- Falling Down was ook te horen in de film G-Force.